# لعبة الكف
لعبة الكف لعبة الرياضية. ظهرت لأول مرة في رواق كرة الكف الوطني زمن الثورة الفرنسية وكانت معروفة منذ عهد لويس نابليون بونابارت عام 1861 حتى عام 1909.

## لعب مشتقة من لعبة الكف
- تنس[2]
- كرة طائرة
- كرة يد أمريكية